# Championnat d'Israël de football 2007-2008
Navigation
Championnat d'Israël 2006-2007 Championnat d'Israël 2008-2009
Le Championnat d'Israël de football 2007-2008 est la 56e édition de ce championnat.

## Classement
| Rang | Équipe                       | Pts | J  | G  | N  | P  | Bp | Bc | Diff |
| ---- | ---------------------------- | --- | -- | -- | -- | -- | -- | -- | ---- |
| 1    | Betar Jérusalem T C          | 67  | 33 | 20 | 7  | 6  | 61 | 23 | +38  |
| 2    | Maccabi Netanya              | 58  | 33 | 16 | 10 | 7  | 40 | 24 | +16  |
| 3    | Hapoël Ironi Kiryat Shmona P | 56  | 33 | 15 | 11 | 7  | 43 | 34 | +9   |
| 4    | Hapoël Bnei Sakhnin P        | 55  | 33 | 15 | 10 | 8  | 35 | 29 | +6   |
| 5    | Maccabi Haïfa L              | 47  | 33 | 13 | 8  | 12 | 38 | 27 | +11  |
| 6    | Maccabi Tel-Aviv             | 41  | 33 | 11 | 8  | 14 | 43 | 43 | 0    |
| 7    | Hapoël Tel-Aviv              | 41  | 33 | 12 | 5  | 16 | 35 | 40 | -5   |
| 8    | MS Ashdod                    | 39  | 33 | 11 | 6  | 16 | 36 | 52 | -16  |
| 9    | Bnei Yehoudah                | 38  | 33 | 11 | 5  | 17 | 31 | 43 | -12  |
| 10   | Maccabi Petah-Tikvah         | 37  | 33 | 10 | 7  | 16 | 28 | 39 | -11  |
| 11   | Hapoël Kfar Sabah            | 37  | 33 | 9  | 10 | 14 | 37 | 54 | -17  |
| 12   | Maccabi Herzliya             | 30  | 33 | 7  | 9  | 17 | 32 | 51 | -19  |

Qualifications européennes
Ligue des champions 2008-2009
- 1er : deuxième tour de qualification

Coupe UEFA 2008-2009
- 2e : deuxième tour de qualification

- 3e et finaliste Coupe : premier tour de qualification

Coupe Intertoto 2008
- 4e : deuxième tour

Abréviations

## Bilan de la saison
| Championnat d'Israël de football 2007-2008                        |                             |
| Champion                                                          | Beitar Jérusalem (6e titre) |
| Coupes et trophées                                                |                             |
| Vainqueur de la Coupe d'Israël 2007-2008                          | Beitar Jérusalem            |
| Vainqueur de la Coupe de la Ligue israélienne 2007-2008           | Maccabi Haïfa               |
| Qualifications continentales                                      |                             |
| Ligue des champions de l'UEFA 2008-2009                           | Beitar Jérusalem            |
| Coupe UEFA 2008-2009                                              | Maccabi Netanya             |
| Coupe UEFA 2008-2009                                              | Hapoël Ironi Kiryat Shmona  |
| Coupe UEFA 2008-2009                                              | Hapoël Tel-Aviv             |
| Coupe Intertoto 2008                                              | Hapoël Bnei Sakhnin         |
| Promotions et relégations                                         |                             |
| Promus en Championnat d'Israël de football                        | Hakoah Amidar Ramat Gan     |
| Promus en Championnat d'Israël de football                        | Hapoël Petah-Tikva          |
| Relégués en Championnat d'Israël de football de deuxième division | Hapoël Kfar Sabah           |
| Relégués en Championnat d'Israël de football de deuxième division | Maccabi Herzliya            |